# Parafia bł. Jerzego Popiełuszki w Rzeszowie
Parafia bł. Jerzego Popiełuszki w Rzeszowie – parafia rzymskokatolicka znajdująca się w diecezji rzeszowskiej w dekanacie Rzeszów Południe. 

## Historia
9 września 2014 roku ks. prał. Robert Mokrzycki otrzymał polecenie zorganizowania nowej parafii i zbudowania kaplicy na Osiedlu Zawiszy.
19 października 2014 roku  dekretem bpa Jana Wątroby została erygowana parafia pw. bł. ks. Jerzego Popiełuszki, z wydzielonego terytorium parafii św. Judy Tadeusza i parafii św. Jacka w Rzeszowie. 
25 grudnia 2014 roku została odprawiona pierwsza msza święta (Pasterka), podczas której bp Jan Wątroba poświęcił nową kaplicę. 5 czerwca 2016 roku poświęcono plac pod budowę nowego kościoła.
28 lipca 2016 roku podczas mszy celebrowanej w Częstochowie jako Narodowe Dziękczynienie w 1050 rocznicę chrztu Polski, papież Franciszek pobłogosławił kamienie węgielne pod budujące się w Polsce kościoły. Wśród nich kamień dla budującego się kościoła pw. bł. ks. Jerzego Popiełuszki w Rzeszowie. Kamień jest cegłą z grobu bł. ks. Jerzego Popiełuszki, o czym świadczy załączony certyfikat podpisany przez Kustosza Sanktuarium bł. ks. Jerzego Popiełuszki i proboszcza parafii Św. Stanisława Kostki w Warszawie, ks. Marcina Brzezińskiego.
18 października 2016 roku rozpoczęto budowę nowego kościoła. 19 października 2017 roku bp Jan Wątroba dokonał wmurowania kamienia węgielnego
25 grudnia 2019 roku bp Edward Białogłowski przewodniczył pasterce, która była pierwszą Mszą św. odprawioną w murach nowo budowanego kościoła.

## Proboszczowie parafii
| Lata         | Proboszcz            |
| ------------ | -------------------- |
| 2014–obecnie | ks. Robert Mokrzycki |

## Kaplica
Funkcję kościoła parafialnego pełni tymczasowa drewniana kaplica, przeniesiona z parafii św. Jadwigi Królowej w Rzeszowie.
Historia kaplicy „szopki” w Rzeszowie sięga lat osiemdziesiątych. Jej budowę na terenie parafii oo. Dominikanów rozpoczęto 2 czerwca 1987 roku. W marcu 1998 roku, poświęcił ją ks. bp. Stefan Moskwa. Jesienią 2001 roku przystąpiono do rozbiórki kaplicy, a po zimowej przerwie do jej montażu przy ul. Rejtana gdzie jako rektorat pełniła funkcję kościoła uniwersyteckiego św. Królowej Jadwigi. 26 sierpnia 2002 roku poświęcił ją ówczesny bp Kazimierz Górny. 15 października 2014 roku rozpoczęto rozbiórkę kaplicy a następnie jej ponowny montaż na terenie nową powstającej parafii bł. ks. Jerzego Popiełuszki, na osiedlu Zawiszy w Rzeszowie. 25 grudnia 2014 roku, podczas pasterki bp Jan Wątroba dokonał poświęcenia kaplicy w nowej parafii.

## Kościół parafialny
We wrześniu 2015 roku Komisja ds. Architektury i Sztuki Kościelnej Diecezji Rzeszowskiej zatwierdziła koncepcję nowego kościoła dla parafii. Rok później (5 czerwca 2016 r.) ks. bp Ordynariusz Jan Wątroba poświęcił plac pod budowę świątyni oraz popiersie bł. ks. Jerzego Popiełuszki. Pierwsze prace ziemne przy budowie kościoła ruszyły 18 października 2016 r., niecały rok później (25 maja 2017) rozpoczęto wznoszenie murów kościoła.
Podczas parafialnych uroczystości odpustowych odbywających się 19 października 2017 odczytano i podpisano specjalnie przygotowany „Akt erekcyjny” z głównymi informacjami na temat twórców i budowniczych kościoła. Akt podpisali m.in. biskup rzeszowski Jan Wątroba, ks. Józef Stanowski – dziekan dekanatu Rzeszów-Południe, Marek Ustrobiński – wiceprezydent Rzeszowa, ks. Robert Mokrzycki – proboszcz parafii bł. Jerzego Popiełuszki i Roman Jakim – przewodniczący Regionu Rzeszowskiego NSZZ „Solidarność”. Następnie bp Jan Wątroba wmurował kamień węgielny, poświęcony przez papieża Franciszka na Jasnej Górze (28 lipca 2016 r.).
W 2019 rok zakończono prace związane z montażem dachu a także wznoszenie wieży kościoła. Jednocześnie przystąpiono do prac wewnątrz budowanej świątyni związanych z wykonaniem tynku dźwiękochłonnego na sklepieniu kościoła, którego zadaniem jest redukcja pogłosu w pomieszczeniu wykonanym z żelbetu.
Dokładnie w piątą rocznicę odprawienia pierwszej mszy Świętej (25 grudnia 2014 r.) bp Edward Białogłowski przewodniczył pasterce, która to była pierwszą Mszą św. odprawioną w surowych murach nowo budowanego kościoła (25 grudnia 2019 r.)
W 2020 roku zakupiono i wykonano okna w budowanej świątyni co pozwoliło na zamknięcie bryły budynku i dalszą realizację planowanych prac (instalacje elektryczne, kanalizacje, instalacje wody i wody przeciw pożarowej) wewnątrz budowanej świątyni.

## Relikwie
W parafii znajdują się relikwie I stopnia z krwi bł. ks. Jerzego. Uroczyste wprowadzenie relikwii miało miejsce 19 października 2015 roku, podczas uroczystości odpustowych ku czci tego Kapłana Męczennika. Mszy Św. odpustowej przewodniczył J.E. ks. biskup Kazimierz Górny.

## Duszpasterstwo Ludzi Pracy
19 stycznia 2016 roku Duszpasterstwo Ludzi Pracy Diecezji Rzeszowskiej zainaugurowało cykliczne spotkania w parafii pw. Bł. Ks. Jerzego Popiełuszki w Rzeszowie. Comiesięczne spotkania (każdego 19 dnia miesiąca) poprzedza Msza Św. oraz nowenna za Ojczyznę przez wstawiennictwo bł. ks. Jerzego, połączona z uczczeniem Jego relikwii.

## Zasięg parafii

### Ulice[2]:
- 9 Dywizji Piechoty
- Adama Matuszczaka
- Aleja Batalionów Chłopskich (nr 7)
- Architektów
- Bieszczadzka
- Energetyczna
- Magazynowa
- Podkarpacka (numery parzyste od 8A do 26 i nieparzyste od 15 do 63A)
- Połonińska
- Przemysłowa
- Podgórska
- Rymanowska* Zawiszy Czarnego (numery od przejścia kolejowego: parzyste od 10A do 48 i nieparzyste od 5 do 31D)
- Tadeusza Boya Żeleńskiego (numery parzyste od 14A i nieparzyste od 21 do końca ulicy)